# Algathia kurarensis
Algathia kurarensis là một loài tò vò trong họ Ichneumonidae.